# بوسکه

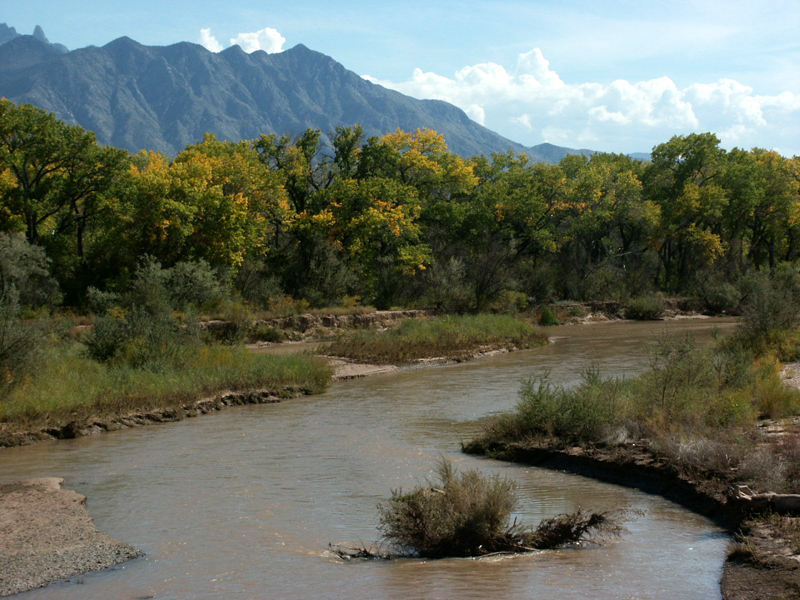
بوسکه در ریو گرانده نزدیک برنالیلو، نیومکزیکو

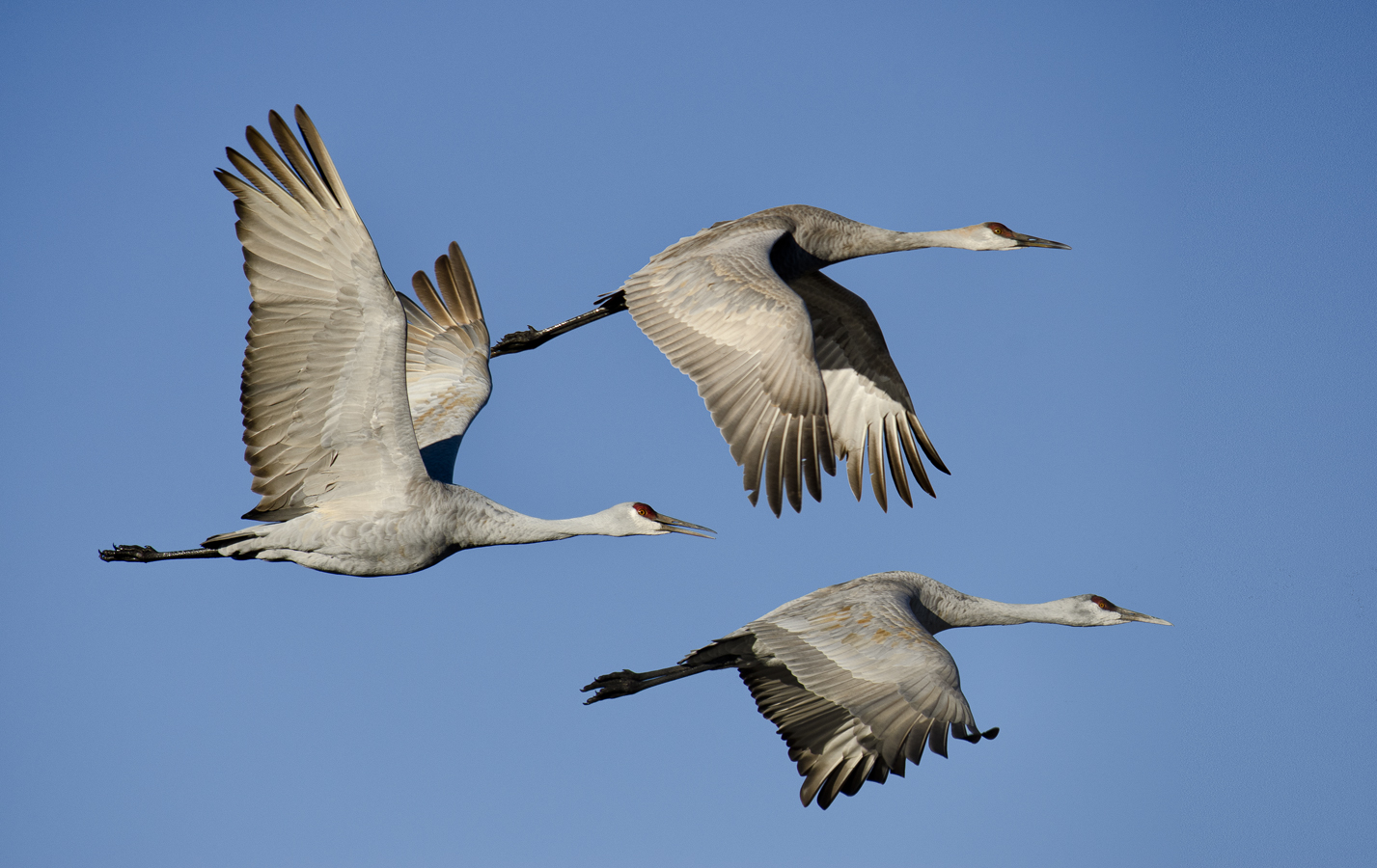
درنای شنزار گرفته شده در پناهگاه ملی حیات وحش Bosque del Apache

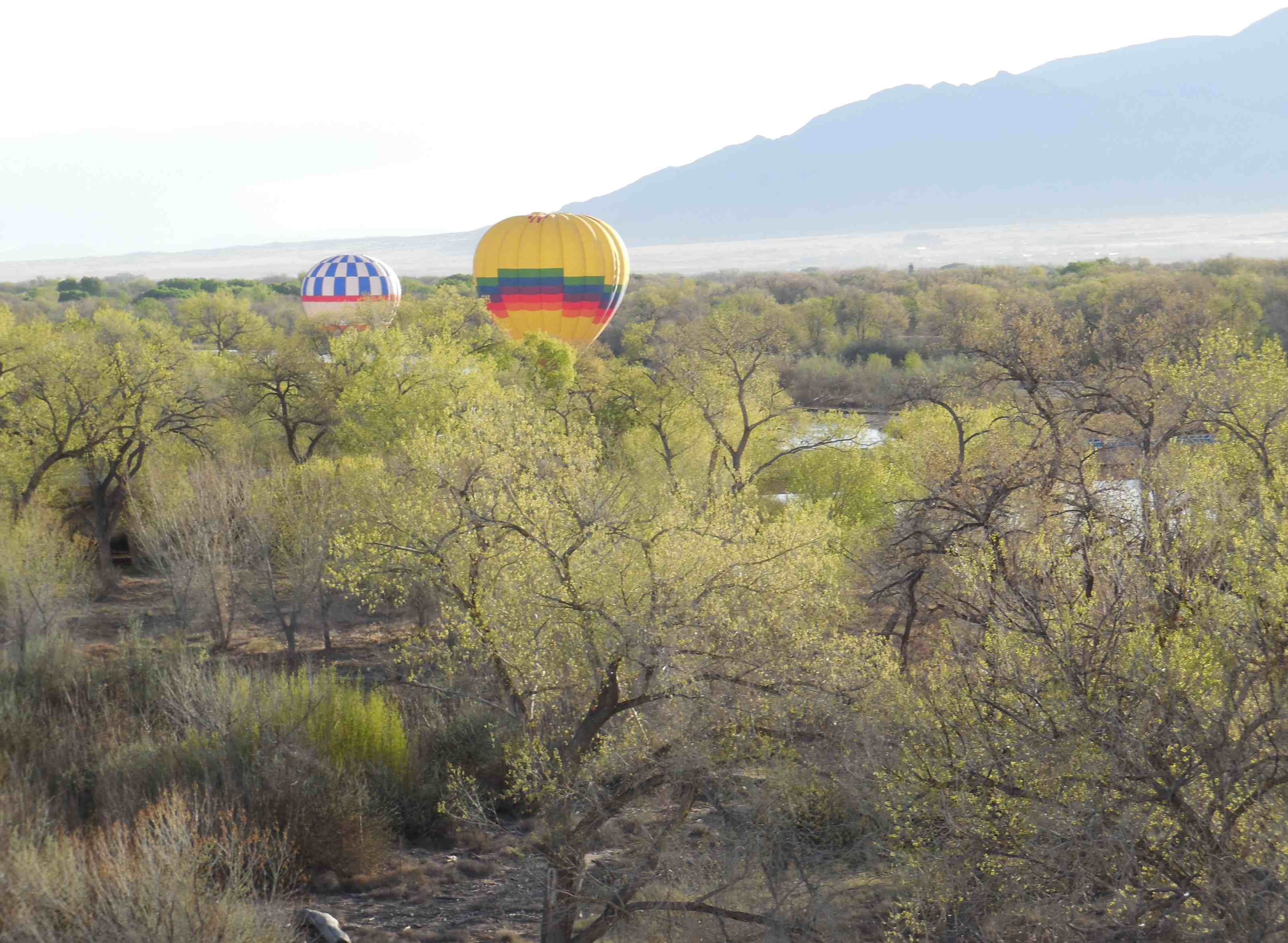
بالون از طریق بوسکه در نزدیکی ریو گرانده

بوسکه (به انگلیسی: Bosque) نوعی زیستگاه جنگلی گالری است که در امتداد دشت‌های سیلابی ساحلی رودخانه‌ها و سواحل رودخانه‌ها در جنوب غربی ایالات متحده یافت می‌شود. این نام خود را از کلمه اسپانیایی به معنی «جنگل» گرفته شده است.
پناهگاه‌ها، پارک‌ها و مسیرهای مختلفی برای بازدیدکنندگان وجود دارد، مانند مسیر پاسئو دل بوسکه در آلبوکرکی، نیومکزیکو.